# 上田勝彦
上田 勝彦（うえだ かつひこ、1964年 - ）は、日本の実業家。株式会社ウエカツ水産代表取締役社長。東京海洋大学客員教授。魚の伝道師。

## 概要
島根県出雲市出身。長崎大学水産学部に在学していたころから漁師として働きつつ、魚の研究をしていた。大学卒業後は、水産庁に入庁し、瀬戸内海の漁業紛争の調整や南氷洋・北洋の調査・捕鯨を行い、日本海の資源回復プロジェクト等の業務に従事していった。水産庁在職時には、水産庁研究指導課情報技術企画官に就任し、2011年には東日本大震災復興のために魚食復興集団「Re‐FISH（リ・フィッシュ）」を立ち上げ、代表を務めた。2015年には水産庁を退職し、株式会社ウエカツ水産を立ち上げ、代表取締役となる。

## 人物
日本調理師会食育指導員講師や水産庁水産復興アドバイザー、全漁連プライド・フィッシュ企画委員等の役職を兼任しており、「サカナ伝えて、国おこす」を社是にし、日本の食卓と漁業の生産現場をつないでいく活動を展開している。

## 著書
- ウエカツの目からウロコの魚料理、東京書籍、2014年2月17日　ISBN 9784487807581
- カラー版 旬の魚カレンダー、宝島社、2013年8月10日　ISBN 9784800212771
- 旬を愉しむ魚の教科書、宝島社、2016年7月5日　ISBN 9784800257963